# دان هنري
دان هنري (بالإنجليزية: Dan Henry)‏ هو مخترِع ومهندس أمريكي، ولد في 1913، وتوفي في 2012.